# Wolf Haas
Wolf Haas (ur. 14 grudnia 1960 w Maria Alm am Steinernen Meer) – austriacki pisarz, specjalizujący się w powieściach kryminalnych.

## Życiorys
Wolf Haas dorastał w Salzburgu, a potem przeniósł się do Wiednia.

## Nagrody
Autor w 2000 otrzymał szwajcarską nagrodę w dziedzinie kryminału – Burgdorfer Krimipreis. Kilkakrotnie był laureatem niemieckich nagród – Deutscher Krimi Preis (1997, 1999, 2000).

## Dorobek
Głównym bohaterem powieści kryminalnych Wolfa Haasa jest austriacki, współczesny prywatny detektyw Simon Brenner, rozwiązujący zagadki kryminalne na terenie Austrii. Jest człowiekiem powolnym i bardzo opanowanym. Kolejne dzieła publikowane przez autora z tym bohaterem to (w nawiasach miejsce akcji):
- Auferstehung der Toten (Zell am See), Rowohlt, Reinbek 1996, ISBN 3-499-22831-9 (Wskrzeszenie umarłych, polskie wydanie – 2008)
- Der Knochenmann (Klöch in der Steiermark), Rowohlt, Reinbek 1997, ISBN 3-499-22832-7 (Kostucha, polskie wydanie – 2008)
- Komm, süßer Tod (Wiedeń), Rowohlt, Reinbek 1998, ISBN 3-499-22814-9 (Przyjdź, słodka śmierci, polskie wydanie – 2008)
- Silentium! (Salzburg), Rowohlt, Reinbek 1999, ISBN 3-499-22830-0 Silentium! (Silentium!, polskie wydanie – 2011)
- Wie die Tiere (Wiedeń), Rowohlt, Reinbek 2001, ISBN 3-499-23331-2 (Jak zwierzęta, polskie wydanie – 2011)
- Das ewige Leben (Graz), Hoffmann und Campe, Hamburg 2003, ISBN 3-492-24095-X (Wieczne życie, polskie wydanie – 2011)
- Der Brenner und der liebe Gott, Hoffmann und Campe, Hamburg 2009, ISBN 978-3-455-40189-9 (Porwanie, polskie wydanie – 2012)
- Brennerova, Hoffmann und Campe, Hamburg 2014, ISBN 978-3-455-40499-9 (Brennerova, polskie wydanie – 2014)

Dwie z powieści pisarza sfilmowano, a Kostucha weszła na ekrany kin w Austrii w 2008.